# Castel Venzago
Castel Venzago è una località del comune italiano di Lonato del Garda in provincia di Brescia. Dal punto di vista amministrativo fa parte del comitato di quartiere 12 "Castel Venzago - Scoperta".

## Geografia fisica
Dista 5,66 chilometri dal comune italiano di Lonato del Garda cui appartiene.

## Monumenti e luoghi d'interesse
Dai documenti tratti dall'archivio di Santa Maria di Manerbio, che risalgono al XII secolo, si apprende che nel territorio di Castel Venzago esistevano il monastero femminile della chiesa di Santa Maria di Fontana coperta (oggi: Fontana Scoperta), filiazione di quello di Manerbio, in comunione con il cenobio maschile di San Polo.

## Il Territorio
I confini di Castel Venzago, anche molto prima del XV secolo, sono sempre stati quelli attuali verso Desenzano del Garda, Pozzolengo, Cavriana, Solferino e Castiglione delle Stiviere. Confinava con Lonato del Garda, come risulta da molte descrizioni dei confini conservate presso l'archivio storico del comune, mediante una linea che correva ai piedi delle colline moreniche di San Cipriano, Brodena e Malocco, fino a Esenta. La ricognizione dei confini, iniziata nel 1596 e proseguita con molta diligenza fino alla fine del Settecento, era affidata a cinque deputati appositamente nominati dal consiglio comunale, i quali, ogni due anni, dovevano scrupolosamente reperire sul terreno la posizione dei vari termini e redigere un verbale delle operazioni con le relative misurazioni. Il territorio di Castel Venzago era interessato da un'importante rete stradale che, dal XVI secolo in poi, divenne un'indispensabile arteria di collegamento con il grande emporio delle "biade" di Desenzano del Garda, tanto da costituire la causa più rilevante per l'inclusione di Castel Venzago tra le terre della Quadra di Campagna della Magnifica Patria di Salò, sottraendolo a quella bresciana di Montichiari, nella quale era compreso nelle epoche precedenti.
Il nodo stradale di Castel Venzago fu per molti secoli indispensabile per i commerci che facevano capo a Desenzano del Garda, centro e capitale della Quadra di Campagna della Riviera di Salò.

## Storia
Quando, agli inizi del XV secolo, gli "uomini del comune di Lonato del Garda" con due atti di acquisto, il primo del 1408 e il secondo del 1416, intesero dotare la comunità locale di notevole vantaggio e utilità con il possesso di tutto Castel Venzago, non potevano prevedere le interminabili liti giudiziarie, le lotte interne ed esterne che si sarebbero susseguite nei quattro secoli successivi. Le controversie originate da questa "possessione" ebbero termine solo con una vendita ai privati alla fine del XVIII secolo, al tempo della caduta della Serenissima. Su queste vicende la memoria storica locale non ha conservato alcuna tradizione, quasi si sia voluto cancellare per sempre questa pagina travagliata e dolorosa.